# 胡力生
胡力生（1921年—），曾用名胡燏生，男，湖南宁乡人，中国兽医寄生虫学家，曾任中国人民解放军兽医大学教授、博士生导师。